# Guillermo Martín Abanto Guzmán
Guillermo Martín Abanto Guzmán (Trujillo, 1º luglio 1964) è un vescovo cattolico peruviano, dal 20 luglio 2013 ordinario militare emerito per il Perù.

## Biografia
Monsignor Guillermo Martín Abanto Guzmán è nato a Trujillo il 1º luglio 1964.

### Formazione e ministero sacerdotale
Ha compiuto gli studi di filosofia e di teologia nella Facoltà di teologia pontificia e civile di Lima.
Il 12 dicembre 1992 è stato ordinato presbitero per l'arcidiocesi di Lima nella cattedrale arcidiocesana da monsignor Augusto Vargas Alzamora. In seguito è stato insegnante nel seminario propedeutico "Casa di Nazareth" dal 1993 al 1994, parroco di quattro parrocchie dal 1994 al 2009, decano, vicario episcopale, cappellano delle religiose orsoline e coordinatore dell'équipe di promozione vocazionale dell'arcidiocesi di Lima.

### Ministero episcopale
Il 30 gennaio 2009 papa Benedetto XVI lo ha nominato vescovo ausiliare di Lima e titolare di Pinhel. Ha ricevuto l'ordinazione episcopale il 19 aprile successivo dal cardinale Juan Luis Cipriani Thorne, arcivescovo metropolita di Lima, co-consacranti il vescovo di Lurín Carlos Enrique García Camader e il vescovo ausiliare di Lima Adriano Tomasi Travaglia.
È stato rappresentante dell'arcivescovo di Lima presso l'Istituto superiore di studi teologici (ISET), membro del consiglio presbiterale, del collegio dei consultori, del tribunale di esame sinodale e coordinatore della pastorale dei movimenti ecclesiali.
Nel maggio del 2009 ha compiuto la visita ad limina.
Il 30 ottobre 2012 papa Benedetto XVI lo ha nominato ordinario militare per il Perù.
Il 20 luglio 2013 papa Francesco ha accettato la sua rinuncia al governo pastorale dell'ordinariato. Il 15 luglio infatti una giovane psicologa aveva depositato presso il tribunale distrettuale la richiesta che monsignor Abanto Guzmán riconoscesse la paternità di sua figlia. Nell'ottobre successivo il giudice ha accolto la richiesta. Poco dopo il cardinale Juan Luis Cipriani Thorne lo ha esortato a riconoscere la bambina. Anche monsignor Adriano Tomasi Travaglia lo ha esortato a fare altrettanto definendo "indegno di una persona il suo comportamento". Qualche giorno dopo monsignor Abanto Guzmán ha riconosciuto la bambina.

## Genealogia episcopale
La genealogia episcopale è:
- Cardinale Scipione Rebiba
- Cardinale Giulio Antonio Santori
- Cardinale Girolamo Bernerio, O.P.
- Arcivescovo Galeazzo Sanvitale
- Cardinale Ludovico Ludovisi
- Cardinale Luigi Caetani
- Cardinale Ulderico Carpegna
- Cardinale Paluzzo Paluzzi Altieri degli Albertoni
- Papa Benedetto XIII
- Papa Benedetto XIV
- Papa Clemente XIII
- Cardinale Bernardino Giraud
- Cardinale Alessandro Mattei
- Cardinale Pietro Francesco Galleffi
- Cardinale Filippo de Angelis
- Cardinale Amilcare Malagola
- Cardinale Giovanni Tacci Porcelli
- Cardinale Fernando Cento
- Cardinale Juan Gualberto Guevara
- Cardinale Juan Landázuri Ricketts, O.F.M.
- Cardinale Juan Luis Cipriani Thorne
- Vescovo Guillermo Martín Abanto Guzmán